# Московское отоларингологическое общество
Московское отоларингологическое общество (1897—1930) — научное общество, созданное при медицинском факультете Московского университета.

## История
Учреждено в 1897 году при медицинском факультете Московского университета по инициативе Н. Я. Шкотта, А. Ф. Беляева, Е. М. Степанова, А. Ф. Иванова с целью «содействовать теоретическому и практическому развитию отологии, ларингологии и ринологии» (болезни уха, горла и носа). В 1924 году общество насчитывало в своём составе 55 человек. При обществе имелась библиотека (до 150 томов). В 1930 году выведено из состава МГУ, в 1940 году вошло в состав Всесоюзного научного оториноларингологического общества.
Председатели: Н. Я. Шкотт (1897—1904), Е. М. Степанов (1904—1912), Л. И. Свержевский (1923), А. Ф. Беляев (с 1924).